# Christina Geiger
Christina Geiger (Oberstdorf, 6 febbraio 1990) è un'ex sciatrice alpina tedesca specialista dello slalom speciale.
In seguito al matrimonio con il connazionale Marvin Ackermann, a sua volta sciatore alpino di alto livello, ha assunto il cognome del coniuge e nella stagione 2019-2020 (l'ultima della sua carriera) si è registrata nelle liste FIS come Christina Ackermann.

## Biografia
Slalomista pura attiva in gare FIS dal dicembre del 2005, in Coppa Europa la Geiger ha esordito il 2 febbraio 2007 a Bischofswiesen, senza completare la prima manche, è salita per la prima volta sul podio il 23 novembre 2008 a Funäsdalen (3ª) e ha vinto la sua prima gara il 17 dicembre seguente a Schruns. Dopo questi risultati il 29 dicembre 2008 ha esordito in Coppa del Mondo a Semmering, senza qualificarsi per la seconda manche; nella gara successiva ha però conquistato i suoi primi punti, ottenendo il 15º posto a Zagabria Sljeme. Il 1º febbraio 2010 si è aggiudicata la medaglia d'oro ai Mondiali juniores disputati sulle nevi del Monte Bianco e poco dopo ha preso parte ai XXI Giochi olimpici invernali di Vancouver 2010, sua prima presenza olimpica, classificandosi 14ª.
Il 29 dicembre 2010 ha conquistato il primo podio in Coppa del Mondo, chiudendo 3ª la gara in notturna di Semmering; ha quindi partecipato ai Campionati mondiali di Garmisch-Partenkirchen 2011, senza concludere la prova, e il 2 marzo dello stesso anno ha ottenuto a Jasná l'ultima vittoria in Coppa Europa. Ai Mondiali di Schladming 2013 e ai XXII Giochi olimpici invernali di Soči 2014 non ha concluso la prova; nel 2017 ha ottenuto l'ultimo podio in Coppa Europa, il 19 gennaio a Melchsee-Frutt (3ª), e ai Mondiali di Sankt Moritz è stata 9ª nella gara a squadre e non ha terminato lo slalom speciale.
Nemmeno ai XXIII Giochi olimpici invernali di Pyeongchang 2018, sua ultima presenza olimpica, ha completato la gara; l'anno dopo ha ottenuto il suo ultimo podio in Coppa del Mondo, il 19 febbraio a Stoccolma in slalom parallelo (2ª), e ai Mondiali di Åre 2019, suo congedo iridato, è stata 4ª nella gara a squadre e non ha completato lo slalom speciale. Si è ritirata al termine della stagione 2019-2020 e la sua ultima gara è stata lo slalom speciale di Coppa del Mondo disputato il 16 febbraio a Kranjska Gora, chiuso dalla Geiger al 24º posto.

## Palmarès

### Mondiali juniores
- 1 medaglia:
  - 1 oro (slalom speciale a Monte Bianco 2010)

### Coppa del Mondo
- Miglior piazzamento in classifica generale: 30ª nel 2019
- 2 podi (1 in slalom speciale, 1 in slalom parallelo):
  - 1 secondo posto
  - 1 terzo posto

#### Coppa del Mondo - gare a squadre
- 2 podi:
  - 1 secondo posto
  - 1 terzo posto

### Coppa Europa
- Miglior piazzamento in classifica generale: 16ª nel 2009 e nel 2011
- 12 podi:
  - 4 vittorie
  - 3 secondi posti
  - 5 terzi posti

#### Coppa Europa - vittorie
| Data             | Località             | Paese      | Specialità |
| ---------------- | -------------------- | ---------- | ---------- |
| 17 dicembre 2008 | Schruns              | Austria    | SL         |
| 27 gennaio 2010  | Gressoney-La-Trinité | Italia     | SL         |
| 18 gennaio 2011  | Tarvisio             | Italia     | SL         |
| 2 marzo 2011     | Jasná                | Slovacchia | SL         |

Legenda:

SL = slalom speciale

### Nor-Am Cup
- Miglior piazzamento in classifica generale: 49ª nel 2012
- 1 podio:
  - 1 vittoria

#### Nor-Am Cup - vittorie
| Data             | Località | Paese       | Specialità |
| ---------------- | -------- | ----------- | ---------- |
| 28 novembre 2011 | Loveland | Stati Uniti | SL         |

Legenda:

SL = slalom speciale

### Campionati tedeschi
- 6 medaglie[3]:
  - 2 ori (slalom speciale nel 2011; slalom speciale nel 2017)
  - 3 argenti (slalom speciale nel 2009; supercombinata nel 2011; supercombinata nel 2012)
  - 1 bronzo (slalom speciale nel 2010)